# 東阪企画
株式会社東阪企画（とうはんきかく）は、日本のテレビ番組制作プロダクション。
「てなもんや三度笠」などを手がけた朝日放送（ABC）プロデューサー・澤田隆治によって1975年に設立された。
制作部はドラマ部門・情報バラエティ部門に分かれている。

## 歴史
テレビ黎明期よりバラエティー番組を中心に演出を手がけていた朝日放送の澤田隆治に、日本テレビ制作局長の井原高忠が系列局の垣根を越えて上京を薦め、1975年8月1日に朝日放送と大阪東通の共同出資により設立した。社名の「東阪」は、「東京でも大阪でも活躍できるように」との朝日放送の当時社長・原清の願いを込めたもので、澤田は業界として異例の、朝日放送に籍を残しながら東阪企画の代表を兼務する形となった。
設立以降、東京12チャンネル（現：テレビ東京）の「引田天功シリーズ」や、日本テレビの「喜劇復活祭」などのバラエティー番組を手掛け、1979年には民放で当時初の全国規模の大型情報朝ワイド「ズームイン!!朝!」（日本テレビ）の企画・立ち上げにも参画した。さらに1979年からは「花王名人劇場」（関西テレビ）の制作に参画し、漫才の一大ブームを巻き起こすきっかけに繋がった。
テレビドラマも手がけ、山下清の伝記をモチーフとした「裸の大将」など、数多くのヒット作を生み出した。

## 概要
- 本社：〒162-0805 東京都新宿区矢来町28-9
- 汐留分室：〒105-0021 東京都港区東新橋2-16-1 ルーシスビル601号
- 代表取締役社長：碓田千加志
- 取締役副社長：大久保徳宏（人事担当）
- 取締役：高井健司（労務担当）
- 取締役：藤好耕（営業担当）

### スタッフ
ドラマ部
- 大下晴義（プロデューサー）
- 堀貞雄（プロデューサー）
- 内丸摂子（プロデューサー）
- 横山千賀（プロデューサー）
- 土橋覚（プロデューサー）

情報バラエティ部
- 武井泉（社長、プロデューサー）
- 碓田千加志(取締役、チーフディレクター／プロデューサー)
- 大久保徳宏(取締役、チーフディレクター／プロデューサー)
- 藤好耕（取締役、チーフディレクター）
- 高田耕作（取締役、プロデューサー）
- 石島良治（プロデューサー）
- 三門綾子（プロデューサー）
- 坂本水奈（プロデューサー）
- 曾根尚（プロデューサー）
- 高井健司（チーフディレクター）
- 中村克之（ディレクター）
- 沼波恭一（ディレクター）
- 藤田正和（ディレクター）
- 狩野丈志（ディレクター）
- 本多哲也（ディレクター）
- 桧皮雅史（ディレクター）
- 田中護（ディレクター）
- 大島敦子（ディレクター）
- 中尾阿実（ディレクター）

### 元所属スタッフ
- 澤田隆治（創業者）
- 松本明
- 八田栄一
- 宇津圭太

## 制作番組

### テレビドラマ
- 弁護士高見沢響子シリーズ（TBS）
- 世田谷駐在刑事シリーズ（TBS）
- はみだし弁護士・巽志郎シリーズ（朝日放送）
- 血痕 警科研・湯川愛子の鑑定ファイルシリーズ（TBS）
- 裸の大将放浪記（芦屋雁之助版）（関西テレビ）
  - 裸の大将（塚地武雅版）（フジテレビ）
- 警視庁三ツ星刑事 佐々木丈太郎（フジテレビ）
- 内田康夫サスペンス・福原警部シリーズ（テレビ朝日）
- 空飛ぶタイヤ（WOWOW）
- 下町ロケット（WOWOW）
- PTAグランパ!（NHK BSプレミアム）
- 古谷一行の金田一耕助シリーズ（TBS）
- ドラマ30
  - 泣かないでママ（CBC）
  - トツゼン親娘（CBC）
- 愛の劇場（TBS）
  - 失われた過去
  - 天までとどけシリーズ
  - ママはバレリーナ
  - 空への手紙
- 松本清張特別企画・聞かなかった場所（TBS）
- 夏樹静子ミステリー アリバイの彼方にシリーズ（フジテレビ）
- 祖国（WOWOW）
- 人生はフルコース（NHK）
- 長い長い殺人（WOWOW）
- パーフェクト・ブルー（WOWOW）
- マークスの山（WOWOW）
- 株価暴落（WOWOW）
- アキラとあきら（WOWOW）
- 白い刑事（テレビ朝日）
- 鉄の骨（WOWOW）
- シャイロックの子供たち（WOWOW）

## 情報・バラエティ番組

### 放送中の番組
レギュラー
- news every.（日本テレビ）※スタッフ派遣
- 天才!!カンパニー（日本テレビ）
- ぶらぶら美術・博物館（BS日テレ）
- おぎやはぎの愛車遍歴 NO CAR, NO LIFE!（BS日テレ）
- ラヴィット!（TBS）

### 動画配信
- YouTubeチャンネル『山田五郎 オトナの教養講座』

### 過去に制作を手がけた番組
レギュラー
- ズームイン!!朝!（日本テレビ）
- ズームイン!!SUPER（日本テレビ）
- ズームイン!!サタデー（日本テレビ）
- 花王名人劇場（関西テレビ）
- 花王ファミリースペシャル（関西テレビ）
- ルンルンあさ6生情報（日本テレビ）
- ジパングあさ6（日本テレビ）
- クイズ・マネーイズマネー（読売テレビ）
- ステキにごはん（日本テレビ）
- アナちゃん劇場（日本テレビ）
- シブスタ（テレビ東京）
- エンパラナイト（日本テレビ）
- ラジかる!!（日本テレビ）
- ラジかるッ（日本テレビ）
- NNN Newsリアルタイム（日本テレビ）
- 絶景!アジア紀行 インド編「聖なるガンジス河」中国編（TBS）
- おもいッきりDON!（日本テレビ）
- DON!（日本テレビ）
- 夢の扉 〜NEXT DOOR〜（TBS）
- 解禁!(秘)ストーリー 〜知られざる真実〜（TBS）
- ハイボール万歳!（BS-TBS）
- ぶらぶら美術・博物館（BS日テレ）

単発・特番
- CUT OUT（NHK）
- 最恐!怪談夜話（NHK-BS2）
- 信ジラレナイ99連発（日本テレビ）
- K-1 WORLD MAX（TBS）
- K-1 PREMIUM Dynamite!!（TBS）
- 超豪華!!スタア同窓会（日本テレビ）

ネット配信
- マジック教室3D（いつの間にテレビ）

## 制作したソフト
- てなもんや三度笠 決定版（VHSビデオテープ、製造：東阪企画、発売：ヴイワン、1巻3話・全5巻） 
  - 澤田隆治が過去に演出した番組「てなもんや三度笠」のビデオ・シリーズ第3版。他のビデオ・DVDに収録されていないレア・エピソードが収録されている。
- 談志が選んだ艶噺しその1（カセットテープ全10巻、制作：東阪企画、発売：ヴイワン）
- 談志が選んだ艶噺しその2（カセットテープ全10巻、制作：東阪企画、発売：ヴイワン）
- 横溝正史＆金田一耕助シリーズDVDコレクション
- 花王名人劇場『立川談志×桂枝雀』